# Hagenbund
Hagenbund – austriacki ruch artystyczny działający w Wiedniu, skupiał wokół siebie malarzy. Nazwa powstała od nazwiska Josefa Haagena, właściciela lokalu „Zum Blauen Freihaus”, w którym tradycyjnie od końca XIX wieku spotykało się niezależne środowisko młodych malarzy. 
Swoją działalność artyści zainicjowali w 1900 r., na trzy lata przed Wiener Secession. Hagenbund w zamyśle miał być ruchem buntu przeciwko skostniałej, jak twierdzili twórcy, sztuce. Twórcami formacji byli Heinrich Lefler oraz Joseph Urban. W 1902 r. młodzi artyści wystawili swoje obrazy w prywatnej galerii Miethke. Wystawa eksponująca awangardowe kierunki w malarstwie zwróciła uwagę wiedeńskiej publiczności.
W latach 1912–1913 poprzez działania takich artystów jak Oskar Kokoschka, Egon Schiele czy Anton Kolig współtworzących Hagenbund ruch stracił akceptację magistratu, jednakże cały czas stanowił forum niezależnej sztuki. W 1913 r. miasto zaprzestało dzierżawy Künstlerhausu, negatywnie do sztuki nowoczesnej odnosił się również następca tronu Franciszek Ferdynand. 
W latach dwudziestych i trzydziestych XX wieku Hagenbund wraz ze środowiskiem Wiener Sezession stanowił jedną z najważniejszych austriackich formacji malarskich. Swojej działalności artyści zaprzestali po 1938 roku. 

## Znani artyści związani z ruchem
- Robin Christian Andersen
- Carl Fahringer
- Anton Faistauer
- Albert Paris Gütersloh
- Anton Hanak
- Georg Jung
- Oskar Kokoschka
- Ludvik Kuba
- Oskar Laske
- Heinrich Lefler
- Fryderyk Pautsch
- Egon Schiele
- Kazimierz Sichulski